# Biblioteca Universității „1 Decembrie 1918” din Alba Iulia
Biblioteca Universității „1 Decembrie 1918” din Alba Iulia este un monument istoric aflat pe teritoriul municipiului Alba Iulia.